# Valingu (przystanek kolejowy)
Valingu (est.: Valingu raudteepeatus) – przystanek kolejowy w Valingu, w prowincji Harjumaa, w Estonii. Znajduje się na szerokotorowej linii Tallinn – Keila. 23,3 km od dworca kolejowego w Tallinnie. Obsługiwany jest przez pociągi elektryczne Eesti Liinirongid.

## Linie kolejowe
- Tallinn – Keila